# Pahtavaarat
Pahtavaarat är kullar i Finland. De ligger i Enare i landskapet Lappland, i den norra delen av landet, 1 000 km norr om huvudstaden Helsingfors.